# Chůze

Animace chůze

Chůze je lokomoční pohyb využívající dolní končetiny a je vlastní dvounohým (bipedálním) živočichům jako je i člověk. Umožňuje přemístění z jednoho místa na místo druhé. Chůze se skládá z jednotlivých kroků, kdy se pravidelně střídá jedna noha za druhou, čímž dochází k pohybu. Chůze je obvykle pomalejší než běh, ale zatímco běh může netrénovaný člověk vykonávat pouze krátkodobě, chodit může mnoho hodin bez přestávky.
Při chůzi je vždy aspoň jedna noha v dotyku se zemí. Pokud jsou obě nohy v kontaktu se zemí, jedná se o stání. Když je pohyb natolik rychlý, že jsou obě nohy ve vzduchu, jedná se o běh (či skok). Během chůze se těžiště těla pohybuje v závislosti na jednotlivých krocích. U člověka je chůze spojena se třemi klouby – kotníkem, kolenním kloubem a kyčelním kloubem. Pro snadnější a pohodlnější chůzi je člověk vybaven botami. 
Pro centrální nervovou soustavu (CNS) je chůze po měkkém, např. lesním nebo polním terénu osvěživější než monotónní chůze po asfaltových chodnících měst. Pružnost a různorodost došlapu působí na CNS stimulačně, zatímco monotónnost přetěžuje jak úpony šlach, tak i kosti. Známé jsou případy přetržení (ruptur) šlach např. u sálových sportů (basketbal, squash, tenis, házená) a při dlouhých pochodech vojsk. 

## Význam chůze
Chůze nemá pouze logistickou funkci, má i psychosociální a estetickou stránku (výlety, chůze přírodou...). Zvyšuje ventilaci, působí pozitivně na svalový a kloubní aparát, zlepšuje vertebrogenní potíže, trávení, metabolické procesy a celkovou výdrž (tenacitu) organizmu. Zrcadlí i vnitřní psychomotorickou vyváženost člověka. Ve Finsku se např. severská chůze rychle vyvinula v lidový sport, jenž se dál šíří po Skandinávii a napříč věkovými kategoriemi i po střední a jižní Evropě.

## Lokomoce člověka
Při došlapu na zem se dotýká pata země jako první. Pata je proto poměrně masitá a tuhá tkáň. Došlap vyžaduje propnutí nohy v koleně, zvednutí špičky a současně vzpřímený trup člověka ('prsa jdou první'). Po došlapu paty se noha odvíjí po své vnější klenbě k prstcovému "vějíři". Jakmile se kyčelní kloub ve svislici přenese přes špičku nohy, dochází k zadní fázi odpichu. Tato fáze je důležitá a bývá zanedbávána tím, že trup je předkloněn vpřed, "zlomen" v pase, čímž je eliminován význam lýtkového svalu coby iniciátora odpichu, dochází k přetěžování hlubokého ohybače kyčle (m. iliopsoas) a k typické postuře "vystrčeného zadečku". Tato negativní reciproční dysbalance působí ochabnutí hýžďových svalů, tuhnutí lýtkových svalů, může docházet k plochonoží a otékání nohou, neboť lýtka coby 'dolní krevní pumpa' nefungují adekvátně. V kotnících také dochází k typickému stranovému viklání nohou, namísto k lineárnímu pato-špičkovému odvíjení. Pojem 'trojflexní linearita' (stejný směr kyčle, kolene a špičky) při chůzi popsali Rolfová (USA) a Véle (Pražská myoskeletální škola). 
Správná chůze je dlouhodobě příjemný aerobní pohyb, probíhající ve svislici těla. Chůze má být rytmická, s vyváženým došlapem na paty, i s vyváženým odpichem ze špiček. Ramena při chůzi rotují proti pánvi, nohy jsou ponechávány dostatečně dlouho vzadu, což stimuluje lýtkové svaly k odpichu vějířem prstců. Špička nohy má být v linearitě ke směru chůze, tedy nevytočená ani ven, ani dovnitř. Taková lokomoce přináší anatomickou i psychickou pohodu, brání kloubnímu omezení kyčlí (koxartróza) a napomáhá i bráničnímu dechu a oběhovému systému člověka.

## Rychlost chůze

Toblerova funkce - závislost rychlosti chůze zdravého dospělého člověka na sklonu upravené cesty, po níž kráčí

Rychlost chůze člověk upravuje podle zdravotního stavu, motivace, terénu a dalších okolností. Obvyklá rychlost chůze zdravých dospělých lidí na rovném terénu po dobu desítek sekund až jednotek minut činí asi 1,4 m/s (5,0 km/h).
Rychlost chůze v závislosti na sklonu terénu lze odhadnout pomocí Toblerovy funkce (anglicky Tobler's hiking function), nazvané podle geografa Waldo Toblera, který ji roku 1993 odhadl na základě dat, jež naměřil Eduard Imhof:
{\displaystyle s=6\exp {\begin{pmatrix}-3{\frac {1}{2}}\left\vert \tan(\theta +{\frac {1}{20}})\right\vert \end{pmatrix}}},
kde s je rychlost chůze zdravého člověka po upravené cestě v kilometrech za hodinu a θ je úhel sklonu této cesty v radiánech (záporný znamená klesání, kladný stoupání). Exp ve vzorci znamená exponenciálu  o základu e a tan tangentu.
Pokud se jde mimo upravenou cestu, je potřeba hodnotu Toblerovy funkce vynásobit 3/5, pokud se cestuje na koni, tak se násobí číslem 5/4.
Kromě toho se používá také Naismithovo pravidlo, které navrhl skotský horolezec William W. Naismith roku 1892. To říká: 1. počítej hodinu na každých pět kilometrů a hodinu na každých 600 metrů převýšení, 2. rychlost skupiny lidí urči podle nejpomalejší osoby ve skupině.
Rychlochůze je sportovní disciplína, součást lehké atletiky. Jedná se i o olympijskou disciplínu, na olympijských hrách se závodí v chůzi na 20 kilometrů (ženy i muži) a 50 kilometrů (pouze muži). Největší rychlost chůze na jednu míli (1609,35 metru), která byla v roce 2017 naměřena, je 17,5 km/h. Chodec Tom Bosworth tuto trať urazil za 5:31,08 minuty, což odpovídá právě rychlosti 4,86 m/s (17,50 km/h).